# S. Antonius Budi Ariantho
S. Antonius Budi Ariantho (n. 3 octombrie 1973, Pekalongan⁠(d), Jawa Tengah, Indonezia) este un jucător de badminton ce a reprezentat Indonezia, medaliat olimpic. A participat la o ediție a Jocurilor Olimpice (1996) în care a câștigat o medalie de bronz.